# Bailliage d'Avenches
Pour les articles homonymes, voir Avenches (homonymie).
1536–1798
Entités précédentes :
- Principauté épiscopale de Lausanne
- Duché de Savoie

Entités suivantes :
- District d'Avenches

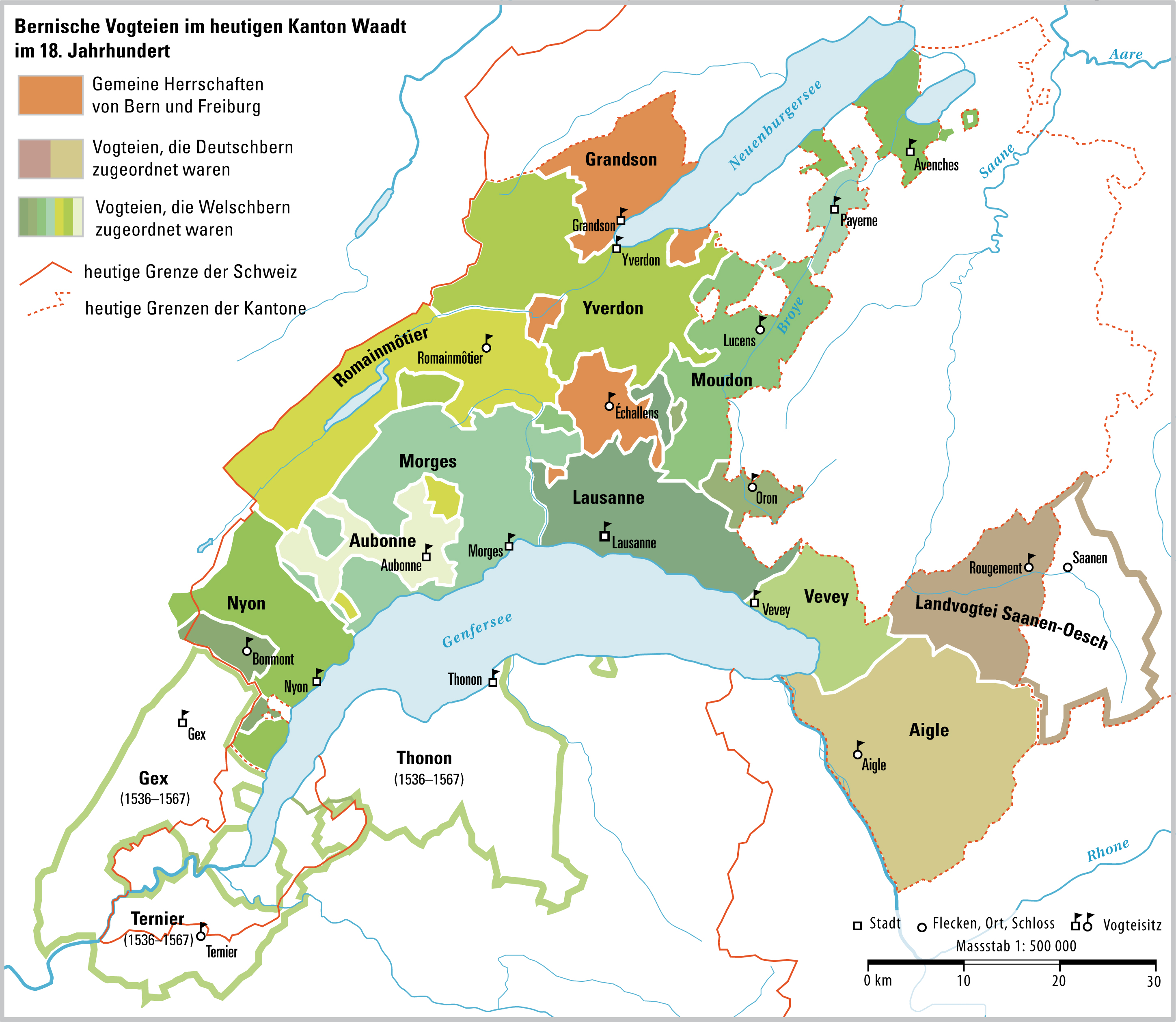
Carte des bailliages bernois

Le bailliage d'Avenches est un des bailliages bernois dans le Pays de Vaud. Il est créé en 1536 à partir des terres épiscopales d'Avenches et des seigneuries d'Oleyres, Cudrefin, Grandcour et Bellerive. En 1798, le bailliage devient le district d'Avenches.

## Histoire
Le bailliage est créé en 1536 à partir des terres épiscopales d'Avenches et des seigneuries d'Oleyres, Cudrefin, Grandcour et Bellerive. Avenches et Cudrefin appartiennent à Berne dès la conquête, tandis que Bellerive, Grandcour et Oleyres sont des seigneuries vassales.
Le culte catholique est aboli dans le bailliage en novembre 1536.
En 1798, le bailliage devient le district d'Avenches, d'abord au sein du canton de Fribourg de 1798 à 1803, puis au sein du canton de Vaud.

## Baillis
Les baillis sont les suivants :
- 1589-? : Dietrich Binthemmer[3] ;
- 1702-? : Nicolas de Graffenried[4] ;
- 1718-? : Gottlieb de Bonstetten[5] ;
- 1740-? : Sigismond-Emanuel-Jérôme de Goumoëns[6];
- 1758-? : Imbert Ludwig Berseth[7] ;

### Ouvrages
- Marcel Godet, Henri Türler et Victor Attinger, Dictionnaire historique & biographique de la Suisse, vol. 1, Neuchâtel, Imprimerie Paul Attinger, 1921 (lire en ligne)
- Marcel Godet, Henri Türler et Victor Attinger, Dictionnaire historique & biographique de la Suisse, vol. 2, Neuchâtel, Imprimerie Paul Attinger, 1924 (lire en ligne)
- Marcel Godet, Henri Türler et Victor Attinger, Dictionnaire historique & biographique de la Suisse, vol. 3, Neuchâtel, Imprimerie Paul Attinger, 1926 (lire en ligne)